# Кяризов, Гельды Курбангельдыевич
Гельды Курбангельдыевич Кяризов (род. 1951, Ашхабад) — туркменский коневод, политик, экс-министр «Туркмен атлары» (1997—2002) и, по мнению туркменских и международных правозащитников, жертва политических репрессий.

## Биография
Родился в 1951 году в Ашхабаде.
В 1966 году окончил среднюю школу № 6 г. Ашхабада, в 1972 году — техникум советской торговли, в 1977 году — экономический факультет Туркменского государственного университета имени М. Горького.
В 1966—1968 годах работал на ипподроме, заводе «Красный Молот».
С 1977 по 1979 год работал в Центральном статистическом управлении Туркменской ССР.
С 1979 по 1988 год работал в Министерстве торговли Туркменской ССР.

### Известность
Кяризов получил международное признание в конце 1980-х годов благодаря своей работе по восстановлению и популяризации ахалтекинской породы лошадей, которую он, по некоторым мнениям, спас от уничтожения. Порода стала одним из главных символов независимого Туркменистана. Сапармурат Ниязов сначала благоволил Кяризову, в частности, назначил его министром по лошадям.
В 1988 году Кяризов организовал подсобное коневодческое хозяйство «Ахал», реорганизованное в 1992 году в фирму «Ахал Юрт», лошади которой приобрели всемирную известность.
В 1994 году был избран первым президентом Международной ассоциации ахалтекинского коннозаводства.
С 1997 по 2002 год был руководителем государственного объединения «Туркмен атлары».
В 1999 году жеребец Янардаг, являющийся результатом селекционной работы и рожденный на конеферме Кяризова, на выставке в Москве был признан чемпионом мира, после чего внесён в центральную часть Герба Туркмении. После победы Янардаг был подарен первому президенту Туркмении Сапармурату Ниязову.
Кяризов является членом Королевского географического общества и Международной Гильдии супермарафонцев-всадников Long Riders Guild.

### Преследования
В 2002 году Кяризов был приговорён к тюремному заключению по обвинению в злоупотреблении служебным положением и контрабанде кобылы. Amnesty International посчитала судебное разбирательство несправедливым. При Ниязове он отбыл в учреждениях пенитенциарной системы пять лет, также подвергался пыткам в печально известной тюрьме Овадан-Депе. После смерти Туркменбаши новый правитель Туркменистана Бердымухаммедов, являющийся поклонником ахалтекинской породы лошадей, выпустил Кяризова на свободу, помиловав заключённого в 2007 году, однако не разрешил ему покинуть страну, в том числе для оказания медицинской помощи. По данным туркменских правозащитников, при попытках сделать это, на семью Кяризова совершались нападения. Только в сентябре 2015 года Гельды, а через несколько дней также его дочь и свояченица получили возможность вылететь в Москву.
22 сентября 2015 года жена Кяризова Юлия Серебряник выступила на конференции в Варшаве, рассказав о чёрных списках невыездных из Туркмении граждан. 3 октября Кяризов был атакован неизвестными, говорившими на туркменском языке, на эскалаторе станции метро Царицыно в Москве. Серьёзных травм он не получил. Подобные инциденты и слежка за диссидентом и его семьёй, согласно данным ПЦ «Мемориал», происходили и в дальнейшем, весной 2016 года, став частью кампании активизации недоброжелательного интереса туркменского режима к критически настроенным к нему эмигрантам.

## Политическая карьера
С 2015 года активно занимается правозащитной и политической деятельностью. Представитель правозащитной организации «Права и свободы граждан Туркменистана».
В 2022 году стал самовыдвиженцем на выборах президента Туркмении.

## Семья
Женат. Жена — Юлия Серебрянник. Дети: сын Дауд Кяризов, дочь София Кяризова.

## Награды
- Медаль «Гайрат» (1999)
- Медаль «За любовь к Отечеству» (2001)